# Kaj Børge Vollesen
Kaj Børge Vollesen, född 1946, är en svensk botaniker som har arbetat mycket med växtfamiljerna akantusväxter (Acanthaceae) och malvaväxter (Malvaceae) i den botaniska trädgården Kew Gardens, och som genomfört omfattande botaniska expeditioner till Tanzania och Etiopien.
Auktorsnamnet Vollesen kan användas för Kaj Børge Vollesen i samband med ett vetenskapligt namn inom botaniken; se Wikipediaartiklar som länkar till auktorsnamnet.